# تاكاهيرو
تاكاهيرو (باليابانية: TAKAHIRO) هو مغني ياباني، ولد في 8 ديسمبر 1984 في شيمونوسيكي في اليابان.

## وصلات خارجية
- الموقع الرسمي
- تاكاهيرو على موقع IMDb (الإنجليزية)
- تاكاهيرو على موقع ميوزك برينز (الإنجليزية)
- تاكاهيرو على موقع قاعدة بيانات الفيلم (الإنجليزية)